# Juri Iwanowitsch Onufrijenko
Juri Iwanowitsch Onufrijenko (russisch Юрий Иванович Онуфриенко, wiss. Transliteration Jurij Ivanovič Onufrienko; * 6. Februar 1961 in Rjasne, Rajon Solotschiw, Oblast Charkiw, Ukrainische SSR) ist ein ehemaliger russischer Kosmonaut ukrainischer Herkunft.
Onufrijenko beendete 1982 die Hochschule für Piloten der Luftstreitkräfte „W.M. Komarow“ in Jeisk mit einem Pilot-Ingenieurdiplom. Danach diente er bis zu seinem Eintritt in das Kosmonautenkorps in der sowjetischen Luftwaffe. Er hat über 800 Flugstunden auf den verschiedensten Flugzeugen wie Aero L-29, Suchoi Su-7, Suchoi Su-17 (M1-4) und Aero L-39 gesammelt.
Als potentieller Kosmonaut wurde er 1989 ausgewählt. 1994 machte Onufrijenko einen Abschluss in Kartografie an der Moskauer Lomonossow-Universität.
Im Oktober 1996 wurde Onufrijenko durch einen Erlass des damaligen russischen Präsidenten, Boris Jelzin, die Auszeichnung Held der Russischen Föderation verliehen.